# 愛荷華州學院和大學列表
以下是愛荷華州目前运营的公立和私立高等教育机构列表。

## 愛荷華州 Iowa
公立 
- 愛荷華大學（University of Iowa）
- 愛荷華州立大學（Iowa State University）
- 北愛荷華大學（University of Northern Iowa）

 私立
- 亞倫學院 (Allen College)
- 中央學院 (Central College (Iowa))
- 克拉克大學(愛荷華州) (Clarke University)
- 康奈爾學院 (Cornell College）
- 多爾特大學 (Dordt University)
- 德雷克大學 (Drake University）
- 格里斯蘭大學 (Graceland University)
- 格林內爾學院 （Grinnell College）
- 帕默脊骨神經醫學院 (Palmer College of Chiropractic)
- 聖安布羅斯大學 (St. Ambrose University)
- 杜比克大學 (University of Dubuque)

## 永久停業
- 愛荷華衛斯理大學 (Iowa Wesleyan University)[1]

## 資料來源
1. ↑  工商時報 美四年制學院倒閉潮